# Acidente ferroviário de Kuneru em 2017
O acidente ferroviário de Kuneru em 2017 ocorreu em 21 de janeiro de 2017 deixou pelo menos 39 mortos e 50 feridos. O acidente ocorreu após descarrilamento de locomotiva e sete vagões de um trem que ia de Jagdalpur, na parte central do país, para Bhubaneswar, no leste. O descarrilamento ocorreu perto da estação de Kuneru, no estado de Andhra Pradesh, no sudeste da Índia.

## Acidente
O motor a diesel do trem e de nove vagões descarrilou no sábado, por volta das 23 horas locais. Três carros descarrilaram com força suficiente para deixar o leito da estrada completamente,  e alguns colidiram com um trem de carga em uma via paralela. De acordo com um oficial do corpo de bombeiros do distrito, algumas das vítimas foram resultado de uma debandada dentro do trem enquanto os passageiros tentavam fugir após o acidente. As equipes de emergência trabalharam intensamente para localizar e resgatar os sobreviventes do acidente, disse o porta-voz da ferrovia nacional, Anil Saxena.

## Consequências
A primeira equipe de resgate chegou ao local do acidente 40 minutos após o descarrilamento do trem.  O trabalho de resgate e recuperação continuou até o dia seguinte, enquanto os reparos na pista foram concluídos na manhã de 23 de janeiro. Indian Railways disse que pagaria 200 000 rúpias, cerca de US$ 2 937, para as famílias dos mortos, e 50 000 rúpias, ou cerca de US$ 734, enquanto o governo de Odisha anunciou que planejava pagar 500 000 às famílias dos mortos.

## Investigação
De acordo com o Ministro-Chefe de Andhra Pradesh, N. Chandrababu Naidu, a investigação do acidente, em conjunto com o Comissário de Segurança Ferroviária da Índia, começou em 22 de janeiro. Diretor-Geral da Polícia KB Singh disse que não havia evidências de sabotagem da via envolvida, embora funcionários não identificados da ferrovia inicialmente tivessem essa hipótese.